# 佛洛雷斯坦一世
佛洛雷斯坦一世（法語：Florestan，1785年10月10日—1856年6月20日），摩納哥親王，1841年至1856年在位。

## 家庭
1816年，佛洛雷斯坦和卡羅琳·吉貝爾特·德·拉梅茲結婚，兩人共有1子1女：
1. 查理三世（1818年—1889年），摩納哥親王
2. 佛洛雷絲汀（1833年—1897年），烏拉赫公爵夫人